# Tomasz Obuchowicz
Tomasz Obuchowicz (ur. 17 września 1990) – polski siatkarz, grający na pozycji środkowego. 